# تربنین
تربنین (به لاتین: Třebonín) یک سکونتگاه مسکونی در جمهوری چک است که در Kutná Hora District واقع شده‌است.